# Denavolo
Denavolo è una località del comune italiano di Travo, in provincia di Piacenza, distante dal capoluogo comunale 2,5 km.

## Geografia fisica
Denavolo si trova nella media val Trebbia a un'altitudine di 412 m s.l.m..

## Storia
La località è abitata sin dalla Preistoria; nel V secolo a.C. viene invece citata la presenza di un villaggio posto sulla sommità del monte Denavolo. In epoca medievale la zona entra nei possedimenti della famiglia Malaspina, per poi essere ceduta al comune di Piacenza.
Denavolo è citato con il nome di Denaurem in un atto redatto a Varzi nel settembre del 1210 che riporta come il marchese Rainaldo Malaspina tenga in feudo la località dal comune di Piacenza. Denavolo entra, poi, a far parte del feudo di Montechiaro, che nel 1414 viene concesso a Bartolomeo Anguissola.
Successivamente Denavolo è feudo della famiglia Morandi. La chiesa dei santi Faustino e Giovita viene citata per la prima volta in documenti risalenti al XVI secolo, pur se la sua presenza potrebbe essere preesistente.
Nel 1909 vennero costruiti il cimitero situato a nord della chiesa e raggiungibile con una strada vicinale e la sacrestia, mentre nel 1923 venne ricostruita la volta a cupola posta al di sopra del presbiterio della chiesa.

## Monumenti e luoghi d'interesse
- Chiesa parrocchiale dei santi Faustino e Giovita, situata in località Denavolo Chiesa e costruita nel XVII secolo, presenta un'unica navata di modeste dimensioni (m 5x12) ed è dipinta esternamente di arancione e bianco. Il campanile ospita tre campane costruite nel primo dopoguerra, mentre sotto alla cella campanaria è situato l'orologio. Il suono delle campane a volte viene sentito anche da Travo. Dal sagrato della chiesa si può ammirare un ampio panorama sul versante opposto del fiume Trebbia[1].

## Geografia antropica
Indicata sulla cartografia ufficiale col toponimo di Dinavolo e sulla segnaletica come Denavolo, è composta da due abitati chiamati rispettivamente Denavolo Chiesa e Gattavera Dinavolo.

## Infrastrutture e trasporti
La frazione è raggiungibile dalla strada statale 45 di Val Trebbia, tramite una strada comunale che si dirama nella frazione di Quadrelli.